# Türks Dornschrecke
Türks Dornschrecke, wissenschaftlicher Name Tetrix tuerki, ist eine kleine Dornschrecken-Art mit Lebensraum in Wildfluss-Landschaften der Gebirge. Die Art ist in den Alpenländern selten, in Deutschland sehr selten und unmittelbar vom Aussterben bedroht, zeitweise galt sie hier sogar als schon ausgestorben.

## Merkmale
Türks Dornschrecke ist eine kleine Heuschreckenart, Männchen erreichen eine Körperlänge von etwa 8 bis 9 Millimeter, Weibchen 9 bis 11 Millimeter. Der Körper ist fast immer einfarbig graubraun, manchmal gelb- oder rotbraun, es kommen seltener aber auch dunkel gefleckte oder marmorierte Tiere vor, öfters sitzen zwei dunkle Flecken beiderseits auf der Oberseite des Pronotums. Das nach hinten, wie typisch für Dornschrecken, markant dornförmig verlängerte Pronotum, das den gesamten Rumpf überdeckt, ist auf der Oberseite (dorsal) gerade und nicht gewölbt, der nur schwach erhabene Mittelkiel besitzt einen im Profil geraden Oberrand. Der Kopf ist zwischen den Augen breiter, meist wesentlich breiter als die Augenbreite, der Scheitel ragt nach vorne deutlich über den Augenvorderrand hervor. Die Schenkel (Femora) der Vorder- und Mittelbeine sind etwa gleich breit. Sicheres Artmerkmal ist die Gestalt der Mittel- und Hinterschenkel, deren Rand ist auf der Unterseite deutlich gewellt.
Die Art kommt in drei unterschiedlichen Formen (Morphen) vor. Kurzflügelige (brachyptere) Individuen besitzen kurze Hinterflügel, auch der Dorn ist relativ kurz und überragt nach hinten nicht die Hinterknie. Langflügelige (macroptere) Individuen besitzen voll ausgebildete Hinterflügel, bei ihnen überragt der Dorn die Hinterknie weit. Zwischen ihnen vermittelnd existieren noch mesoptere Individuen mit mittlerer Dorn- und Hinterflügellänge. Nur die makropteren Tiere sind flugfähig.

## Lebenszyklus
Wie bei den meisten Dornschrecken, können ganzjährig imaginale Tiere angetroffen werden, es überwintern sowohl Larven wie auch Imagines. Die Tiere verlassen die Überwinterungsquartiere (außerhalb der überfluteten Aue) im April (Ukraine) bis Juni (Alpen), nach dem Frühjahrshochwasser. Bald darauf erfolgen Begattung und Eiablage. Wie typisch für Dornschrecken, finden die Geschlechter bei der Art nicht durch Gesänge (Stridulation) der Männchen zueinander. Die Männchen sind aber imstande, durch Vibration des gesamten Körpers Vibrationssignale auszusenden, diese werden sowohl als Substratschall wie auch durch direkten Körperkontakt übertragen. Sie dienen aber ausschließlich als Signal zwischen rivalisierenden Männchen, nicht der Anlockung der Geschlechter. Die Eier werden in den Boden abgelegt. Die Larven erscheinen in der Ukraine ab Ende Mai, die der makropteren Form etwa 4 Wochen später. Das fünfte und letzte Larvenstadium ist etwa Ende Juli erreicht. Etwa 70 Prozent der Individuen wandeln sich dann noch im selben Jahr in Imagines um, der Rest überwintert im letzten oder vorletzten Larvenstadium. Die überwinternden Larven entwickeln sich immer zu makropteren Individuen.

## Lebensraum
Die Art lebt ausschließlich in den jährlich überfluteten, unverbauten Auen von Wildflüssen im Gebirge, in Meereshöhen etwa zwischen 500 und 2.000 Metern, sehr selten auch darunter (in Pașcani am Fluss Siret, in der Moldauregion Rumäniens auf 200 Meter). Sie lebt auf schwach bewachsenen, vom Fluss umgelagerten Sand- und Kiesbänken. Diese müssen schon eine gewisse Vegetationsentwicklung aufweisen, aber noch überwiegend offenen, unbewachsenen Boden besitzen, Bereiche mit Deckungsgraden über ca. 25 Prozent werden nicht besiedelt. Die Art ist gegenüber Vegetationsentwicklung etwas toleranter als andere Wildfluss-Spezialisten wie Bryodema tuberculata und Sphingonotus caerulans. Die Art benötigt voll besonnte Lebensräume, sie kommt deshalb nur an Flüssen, nicht in den schmalen, meist von Bäumen beschatteten Auen kleiner Bachläufe vor, deren Grund im Gebirge auch meist aus Felsen oder großen Steinen besteht. Die Art meidet reine Kiesbänke und bevorzugt Kies-/Sandgemische oder auf Kiesbänke aufgespülte Sanddecken. Die höchste Dichte wird in kleinen, feuchten Senken erreicht. Die Art erreicht auch im Vorzugshabitat nur recht geringe Individuendichte und gilt als schwer nachweisbar.
Im Nahrungswahlversuch nahmen Tiere der Art Moose und vom Fluss angeschwemmte abgestorbene Pflanzenreste (Detritus) als Nahrung an.

## Verbreitung
Tetrix tuerki lebt in den Gebirgen Süd- und Südosteuropas (Alpen, Karpaten, Tatra, Gebirgsketten des Balkans), südlich bis Griechenland, östlich bis zu den ukrainischen Karpaten. Ostgrenze der Verbreitung ist hier der Dniester. Die Westgrenze der Verbreitung liegt am Fluss Eygues bei Orange (Vaucluse) in den französischen Voralpen.
Ein Vorkommen ist 2001 auch am Çoruh in der Nordost-Türkei bekannt geworden. Ein weiteres Vorkommen wurde von W.H.Muche nahe Isfara, Tadschikistan, entdeckt; nach dem hier gesammelten Material (zwei Männchen) stellte Kurt Harz eine eigene Unterart Tetrix tuerki subsp. orientalis auf. Einziges differenzierendes Merkmal ist das Fastigium (der zwischen den Augen vorspringende Teil der Stirn), der bei diesen weniger weit vorspringt.

## Gefährdung und Naturschutz
Türks Dornschrecke ist heute in fast ihrem gesamten Areal durch den Verbau von Wildflüssen in ihrem Bestand bedroht. Die Art kann nur in Flussbetten mit natürlicher Abflussdynamik, mit ständiger Materialumlagerung durch Hochwässer, überleben. Diese Lebensräume sind durch landwirtschaftliche Melioration, Siedlungs- und Straßenbau, Sand- und Kiesabbau und den Bau von Staudämmen, in den letzten Refugien aber auch zunehmend vom Tourismus, bedroht. Die Art ist nicht imstande, auf sekundäre Lebensräume wie Kies- und Sandgruben auszuweichen. Alle deutschen Vorkommen liegen in Bayern (in Baden-Württemberg kam die Art wohl nie vor). Auch hier ist sie nach der aktuellen Roten Liste vom Aussterben bedroht (Kategorie 1). In der Schweiz hatte sich die bereits 1994 besorgniserregende Bestandssituation bis 2007 weiter verschlechtert, die Art ist auch hier vom Aussterben bedroht. In Österreich gilt die Situation dagegen als etwas besser, weil zumindest das große Vorkommen am Lech in Tirol als relativ gesichert gilt. Zahlreiche Vorkommen, so zum Beispiel alle im Osten des Landes, sind aber auch hier ausgestorben.